# Ng Pak-hang
Dans ce nom, le nom de famille, Ng, précède le nom personnel.
Ng Pak-hang, né le 22 février 1999, est un coureur cycliste hongkongais.

## Biographie
En 2018, Ng Pak-hang intègre l'équipe continentale HKSI. L'année suivante, il devient champion de Hong Kong du contre-la-montre espoirs (moins de 23 ans). Il termine par ailleurs huitième du championnat d'Asie sur route espoirs, sous les couleurs de la sélection hongkongaise. 
Lors de la saison 2023, il se distingue en devenant champion de Hong Kong sur route, devant son coéquipier Mow Ching-ying. Il représente également son pays aux championnats d'Asie. 

## Palmarès sur route

### Par année
- 2019
  -  Champion de Hong Kong du contre-la-montre espoirs
- 2022
  - 2e du championnat de Hong Kong sur route
  - 3e du championnat de Hong Kong du contre-la-montre
- 2023
  -  Champion de Hong Kong sur route
  - 3e du championnat de Hong Kong du contre-la-montre
- 2024
  -  Médaillé de bronze du championnat d'Asie du contre-la-montre par équipes mixtes
- 2025
  -  Champion de Hong Kong sur route
  -  Médaillé de bronze du championnat d'Asie du contre-la-montre par équipes mixtes

### Classements mondiaux
| Année                                 | 2018 | 2019 | 2020 | 2021 | 2022 | 2023 |
| ------------------------------------- | ---- | ---- | ---- | ---- | ---- | ---- |
| UCI Asia Tour                         | 285e | 62e  | nc   | nc   | 74e  | 30e  |
|                                       |      |      |      |      |      |      |
| Légende : nc = non classéSource : UCI |      |      |      |      |      |      |

## Palmarès sur piste

### Championnats d'Asie
- New Dehli 2024
  -  Médaillé de bronze de la poursuite